# Aster savatieri
Aster savatieri là một loài thực vật có hoa trong họ Cúc. Loài này được Makino mô tả khoa học đầu tiên.